# Folyamcsiga
A folyamcsiga vagy csúcsos szurokcsiga (Esperiana daudebarti) A Dunában és mellékfolyóiban, valamint hévforrásokban élő vízicsigafaj.

## Megjelenése

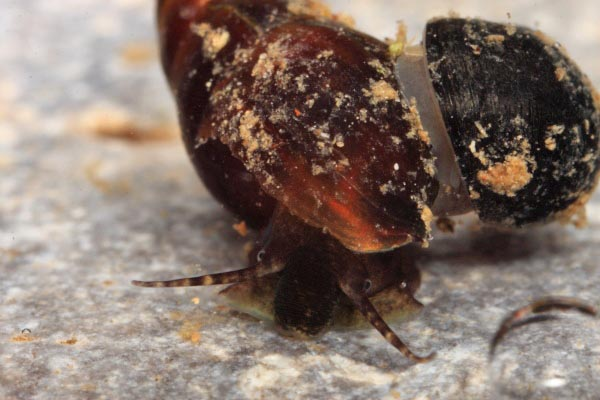
E. daudebarti daudebarti

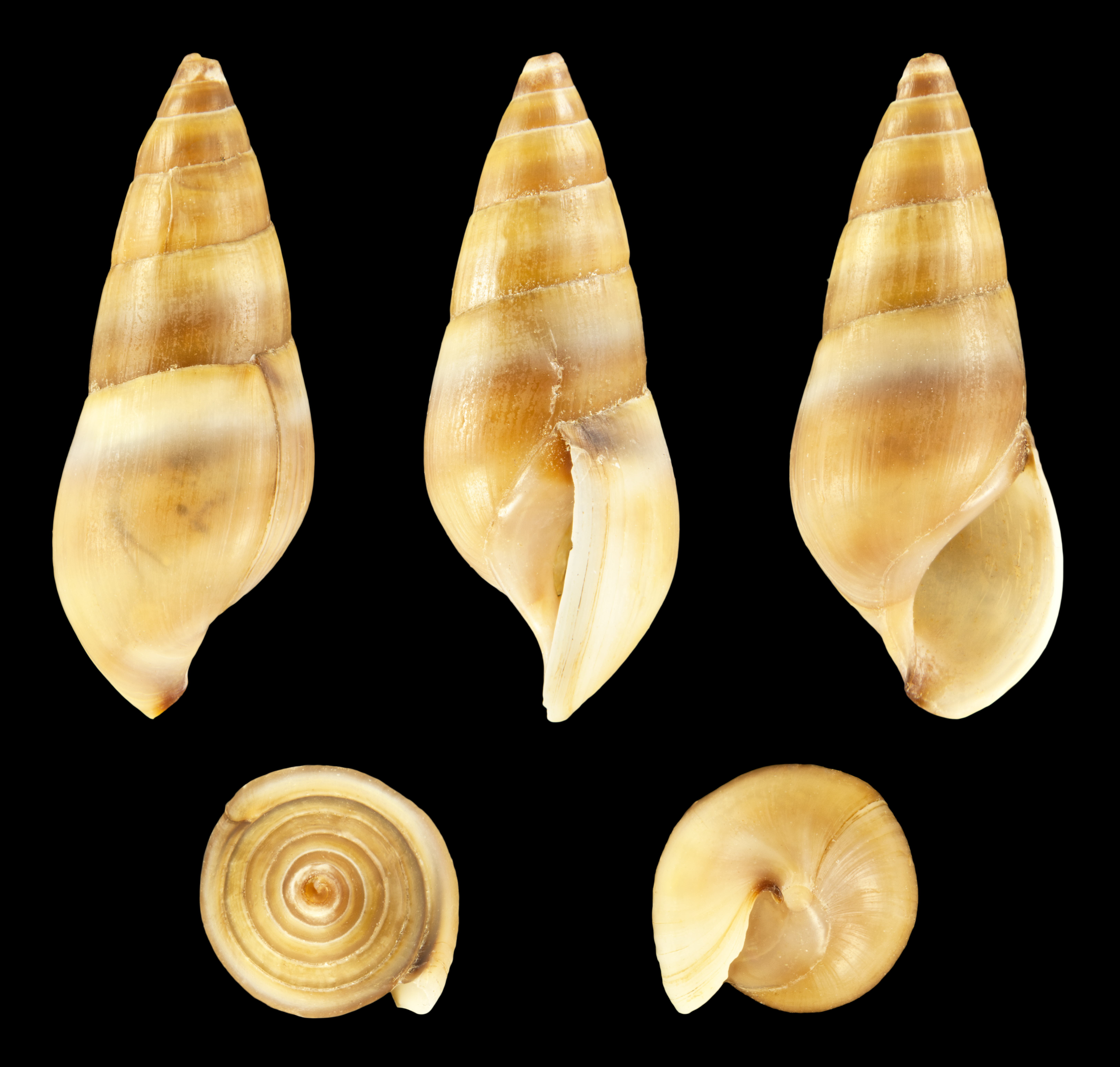
Esperiana daudebartii acicularis

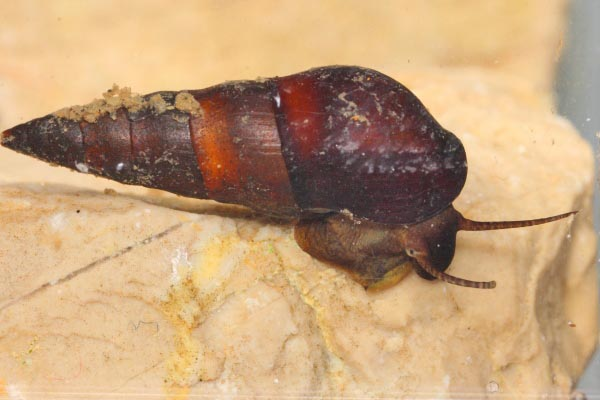
E. daudebarti thermalis

A folyamcsiga háza 16–24 mm magas, 6–8 mm széles, 8-10 kanyarulatból áll. Megnyújtott kúp formájú házának héja vastag, szaruszínű, vörösbarna vagy zöldes árnyalatú, gyakran látható rajta a kanyarulatokon végigfutó sárgásbarna sáv. Felülete sima vagy nagyon finoman rovátkolt. Az állat feje ormányszerűen megnyúlt, tapogatói hosszúak, fonálszerűek.
Négy alfaja ismert, némelyiküket egyes rendszerekben külön fajnak tekintik:
- Esperiana daudebarti daudebartii osztrák termálvizekben
- Esperiana daudebarti thermalis magyar termálvizekben
- Esperiana daudebarti stussineri Görögországban
- Esperiana daudebarti acicularis a Dunában és mellékfolyóiban

A hévforrásokban élő csigák kisebbek, karcsúbbak és sötétebbek a folyóvízieknél.
Hasonló faj a pettyescsiga (Esperiana esperi), de annak háza zömökebb és halvány vörösbarnán pettyezett.

## Elterjedése
A Dunában és mellékfolyóiban él Ausztriától a Fekete-tengerig. Megtalálható Szlovéniában, Szlovákiában, Magyarországon, Szerbiában, Horvátországban, Boszniában, Montenegróban, Bulgáriában, Romániában és Ukrajnában. Egyik alfajának Görögországban él egy elszigetelt populációja. Magyarországon a Dunában, a Lajtában és a Kerkában fordul el. Termálvízi változatait Tatán, Miskolctapolcán, Kácsfürdőn találták meg.
Szaporodása:
A nemek elkülönülnek, a felnőtt nőstény aljának jobb oldalán egy kicsi fehéres reprodukciós nyílás van. A szaporodás a csiga többéves élettartama alatt többször megtörténik. Megtermékenyülés úgy történik hogy, a hímek a spermát közvetlenül a környezetbe engedik. A tojásokat általában kemény felületeken, de szétszórva is lehetnek az aljzaton,lárva stádium nélkül apró csigákká alakulnak.

## Életmódja
Folyóvizekben és termálvizekben található meg, ahol köveken, víz alatti gyökereken, fatörzseken vagy az iszap felszínén mászkál. Általában 80 cm mélyen él, de hideg időben akár két méteres mélységbe is húzódhat. Az 5-8 közötti pH-jú víz és a 12 mg/l fölötti oxigénkoncentráció ideális a számára.
Magyarországon védett, természetvédelmi értéke 5000 Ft.